# Kastrycznik (rejon borysowski)
Kastrycznik (biał. Кастрычнік; ros. Октябрь, Oktiabr´) – wieś na Białorusi, w obwodzie mińskim, w rejonie borysowskim, w sielsowiecie Msciż. W 2009 roku liczyła 4 mieszkańców.